# Domniemanie
Domniemanie prawne – norma nakazująca przyjąć za udowodniony jakiś fakt lub kształt prawa. Może mieć dwie postacie: należy domniemywać stan A lub jeżeli A, to domniemywa się (funktor tworzący domniemanie) stan B.
Zgodnie z art. 234 KPC domniemania ustanowione przez prawo (domniemania prawne) wiążą sąd; mogą być jednak obalone, ilekroć ustawa tego nie wyłącza.
Celem domniemań jest ułatwienie w ustalaniu stanu faktycznego. Podobne są w tym do fikcji prawnych, z tym, że te ostatnie są kontrfaktyczne. Domniemania jedynie ułatwiają dowód, natomiast fikcje nakazują przyjęcie zaistnienia pewnego faktu prawnego, który w rzeczywistości nie miał miejsca.
Domniemania wpływają również na rozkład ciężaru dowodu, wpływając na sytuację stron. Tym samym ustanowienie domniemania służyć może wzmocnieniu sytuacji niektórych podmiotów prawa.

## Podział domniemań
Domniemania prawne dzieli się na:
- prawne (presumptiones iuris) – nakazują domniemywać posiadanie przez dane prawo jakiegoś kształtu (jakiejś treści)[5]
- faktyczne (praesumptiones fact) – nakazują domniemywać występowanie jakiejś okoliczności faktycznej, np. domniemania z art. 9 i 32 Kodeksu cywilnego, według których „w razie urodzenia się dziecka domniemywa się, że przyszło ono na świat żywe”, „jeżeli kilka osób utraciło życie podczas grożącego im wspólnie niebezpieczeństwa, domniemywa się, że zmarły jednocześnie”[6]
- praesumptiones hominis – wynikające z zależności, które są weryfikowalne empirycznie, np.: domniemywa się, że po deszczu jezdnia jest śliska. Domniemania faktyczne nie są ustanawiane przez ustawodawcę, lecz są pewnego rodzaju rozumowaniem[7].

Domniemania prawne dzieli się na:
- wzruszalne (łac. praesumptiones tantum) – można je obalić dowodem z przeciwieństwa – np.: domniemanie niewinności, domniemanie dobrej wiary
- niewzruszalne (łac. praesumptiones ac de iure) – nie można ich obalić dowodem z przeciwieństwa – np. domniemanie prawdziwości zawartości opisu stanu faktycznego znajdującego się w prawomocnym wyroku skazującym za popełnienie przestępstwa i stwierdzonego w tym wyroku faktu popełnienia przestępstwa w stosunku do osoby skazanej tym wyrokiem[8].

Kolejnym podziałem domniemywań prawnych jest podział ich na:
- domniemania formalne – nakazują domniemywać istnienie pewnej okoliczności lub kształtu prawa bez konieczności uprzedniego wykazania (udowodnienia) jakiegoś faktu
- domniemania materialne – nakazują domniemywać istnienie pewnej okoliczności lub kształtu prawa dopiero po uprzednim wykazaniu (udowodnieniu) jakiegoś faktu (vide: domniemanie ojcostwa)[5].

Przykłady domniemań niewzruszalnych w polskim systemie prawnym:
- art. 9 ustawy – Prawo czekowe[9]: Czek, w którym sumę czekową napisano literami i liczbami, w razie różnicy ważny jest na sumę, napisaną literami. W razie różnicy sum, napisanych kilkakrotnie literami lub kilkakrotnie liczbami, czek jest ważny na sumę mniejszą.
- art. 15 ust. 5 ustawy – Prawo czekowe: Indos na rzecz trasata ma znaczenie pokwitowania, wyjąwszy przypadek, że trasat ma kilka zakładów, a czek indosowano na rzecz zakładu innego niż zakład, na który czek wystawiono.
- art. 131 § 2 ustawy – Kodeks morski[10]: Konosament wystawiony zgodnie z przepisami niniejszego działu stwarza domniemanie przyjęcia na statek przez przewoźnika określonego ładunku do przewozu w takiej ilości i stanie, jak to uwidoczniono w konosamencie. Dowód przeciwny nie będzie dopuszczony w przypadku, gdy konosament został przeniesiony na osobę trzecią działającą w dobrej wierze.
- art. 130a ust. 10 ustawy – Prawo o ruchu drogowym[11]: Pojazd usunięty w trybie określonym w ust. 1 lub 2 i nieodebrany przez uprawnioną osobę w terminie 6 miesięcy od dnia usunięcia uznaje się za porzucony z zamiarem wyzbycia się. Pojazd ten przechodzi na rzecz Skarbu Państwa z mocy ustawy. Przepis ten został jednak uznany za niezgodny z Konstytucją w zakresie, w jakim dopuszcza odjęcie prawa własności pojazdu bez prawomocnego orzeczenia sądu[12].